# Zapasy na Letnich Igrzyskach Olimpijskich 1992
Wyniki turnieju zapaśniczego, który odbył się podczas LIO 1992 w Barcelonie.

## Styl wolny
| Kategoria wagowa |                      |                     |                     |
| ---------------- | -------------------- | ------------------- | ------------------- |
| 48 kg            | Kim Il-ong           | Kim Jong-shin       | Wugar Orudżow       |
| 52 kg            | Li Hak-son           | Zeke Jones          | Walentin Jordanow   |
| 57 kg            | Alejandro Puerto     | Siergiej Smal       | Kim Yong-sik        |
| 62 kg            | John Smith           | Askari Mohammadijan | Lázaro Reinoso      |
| 68 kg            | Arsen Fadzajew       | Walentin Gecow      | Kōsei Akaishi       |
| 74 kg            | Park Jang-soon       | Kenny Monday        | Amir Reza Chadem    |
| 82 kg            | Kevin Jackson        | Elmadi Żabraiłow    | Rasul Chadem        |
| 90 kg            | Macharbiek Chadarcew | Kenan Şimşek        | Chris Campbell      |
| 100 kg           | Leri Chabełow        | Heiko Balz          | Ali Kayali          |
| 130 kg           | Bruce Baumgartner    | Jeffrey Thue        | Dawid Gobedżiszwili |

## Styl klasyczny
| Kategoria wagowa |                      |                      |                        |
| ---------------- | -------------------- | -------------------- | ---------------------- |
| 48 kg            | Oleg Kuczerenko      | Vincenzo Maenza      | Wilber Sánchez         |
| 52 kg            | Jon Rønningen        | Alfred Ter-Mkrtczjan | Min Kyung-gab          |
| 57 kg            | An Han-bong          | Rıfat Yıldız         | Sheng Zetian           |
| 62 kg            | Mehmet Akif Pirim    | Siergiej Martynow    | Juan Luis Marén        |
| 68 kg            | Attila Repka         | Islam Duguszijew     | Rodney Smith           |
| 74 kg            | Mnacakan Iskandarian | Józef Tracz          | Torbjörn Kornbakk      |
| 82 kg            | Péter Farkas         | Piotr Stępień        | Däulet Turłychanow     |
| 90 kg            | Maik Bullmann        | Hakkı Başar          | Gogi Koguaszwili       |
| 100 kg           | Héctor Milián        | Dennis Koslowski     | Sergiej Demiaszkiewicz |
| 130 kg           | Aleksander Karelin   | Tomas Johansson      | Ioan Grigoraș          |

## Tabela medalowa
| Poz. | Państwo           |   |   |   | Łącznie |
| ---- | ----------------- | - | - | - | ------- |
| 1    | WNP               | 6 | 5 | 5 | 16      |
| 2    | Stany Zjednoczone | 3 | 3 | 2 | 8       |
| 3    | Korea Południowa  | 2 | 1 | 1 | 4       |
| 4    | Kuba              | 2 | 0 | 3 | 5       |
| 5    | Korea Północna    | 2 | 0 | 1 | 3       |
| 6    | Węgry             | 2 | 0 | 0 | 2       |
| 7    | Turcja            | 1 | 2 | 1 | 4       |
| 8    | Niemcy            | 1 | 2 | 0 | 3       |
| 9    | Norwegia          | 1 | 0 | 0 | 1       |
| 10   | Polska            | 0 | 2 | 0 | 2       |
| 11   | Iran              | 0 | 1 | 2 | 3       |
| 12   | Bułgaria          | 0 | 1 | 1 | 2       |
| 12   | Szwecja           | 0 | 1 | 1 | 2       |
| 14   | Kanada            | 0 | 1 | 0 | 1       |
| 14   | Włochy            | 0 | 1 | 0 | 1       |
| 16   | Chiny             | 0 | 0 | 1 | 1       |
| 16   | Japonia           | 0 | 0 | 1 | 1       |
| 16   | Rumunia           | 0 | 0 | 1 | 1       |